# قوشقاية
قوشقاية وهي قرية تتبع مدينة الدبس وتقع في محافظة كركوك شمال العراق.